# Wyspa totalnej porażki
Wyspa Totalnej Porażki (ang. Total Drama Island, 2008–2009) – kanadyjski serial animowany, część serii Totalna Porażka. Sezon ten był emitowany w Polsce od 10 października 2009 do 30 stycznia 2010 oraz od 3 kwietnia 2010 do 4 lipca 2010 w Cartoon Network.

## Opis fabuły
Dwadzieścioro dwoje bardzo odmiennych szesnastolatków wyjeżdża na letni obóz. Na miejscu dowiadują się, że są zmuszeni wziąć udział w telewizyjnym reality show, prowadzonym przez gwiazdora telewizyjnego Chrisa McLeana, w którym główną nagrodą jest sto tysięcy dolarów. Bohaterowie zostali podzieleni na dwa 11-osobowe zespoły Wrzeszczące Susły i Zabójcze Okonie, które będą ze sobą rywalizowały na jednej z kanadyjskich wysp w pełnych napięcia zawodach. Po zakończonych konkurencjach z przegranej drużyny będzie musiał odejść jeden członek, aż do wielkiego finału. Aby wygrać, każdy z uczestników musi wykazać się wielką odwagą i sprytem. Zawodnicy mogą dzielić się z widzami swoimi spostrzeżeniami, wspomnieniami i uwagami poprzez Pokój Zwierzeń, który tak naprawdę jest toaletą stojącą pomiędzy domkami uczestników. Główną antagonistką sezonu jest Heather.
Konwencja serialu nawiązuje do głośnego reality show Survivor, w Polsce znanego jako Wyprawa Robinson i Wyspa Przetrwania.

## Odcinki
- Serial składa się z 27 odcinków.
- Polskie tytuły pochodzą z oficjalnej polskiej strony serialu.
- Serial po raz pierwszy pojawił się w Polsce na kanale Cartoon Network:
  - I seria (odcinki 1-26) – 4 września 2008 roku,
- Producent kreskówki firma FreshTV Inc. wyprodukował sequele pt. Plan Totalnej Porażki, Totalna Porażka w trasie i Totalna Porażka: Zemsta Wyspy.

Ich premiery w Kanadzie:
Plan Totalnej Porażki – 11 stycznia 2009,
Totalna Porażka w trasie – 10 czerwca 2010,
Totalna Porażka: Zemsta Wyspy - 5 stycznia 2012.

### Spis odcinków
| Premiera odcinka w Kanadzie | Premiera odcinka w USA | Premiera odcinka w Polsce | Nr | Polski tytuł                                      | Angielski tytuł                       |
| --------------------------- | ---------------------- | ------------------------- | -- | ------------------------------------------------- | ------------------------------------- |
|                             |                        |                           |    |                                                   |                                       |
| SERIA PIERWSZA              |                        |                           |    |                                                   |                                       |
|                             |                        |                           |    |                                                   |                                       |
| 08.07.2007                  | 05.06.2008             | 04.09.2008                | 01 | Wakacje z piekła rodem                            | The Not So Great Outdoors             |
| 08.07.2007                  |                        | 04.09.2008                |    | Wakacje z piekła rodem                            | The Not So Great Outdoors             |
| 08.07.2007                  | 12.06.2008             | 04.09.2008                | 02 | Wakacje z piekła rodem                            | The Not So Great Outdoors             |
|                             |                        |                           |    |                                                   |                                       |
| 08.07.2007                  | 19.06.2008             | 11.09.2008                | 03 | Wielkie spanie                                    | The Big Sleep                         |
|                             |                        |                           |    |                                                   |                                       |
| 24.07.2007                  | 26.06.2008             | 08.09.2008                | 04 | Awantura przy grze w zbijaka                      | Dodgebrawl                            |
|                             |                        |                           |    |                                                   |                                       |
| 31.07.2007                  | 03.07.2008             | 25.09.2008                | 05 | Niezbyt sławni                                    | Not Quite Famous                      |
|                             |                        |                           |    |                                                   |                                       |
| 09.08.2007                  | 10.07.2008             | 02.10.2008                | 06 | Kiepskie                                          | The Sucky Outdoors                    |
|                             |                        |                           |    |                                                   |                                       |
| 12.08.2007                  | 17.07.2008             | 09.10.2008                | 07 | Czynnik fobii                                     | Phobia Factor                         |
|                             |                        |                           |    |                                                   |                                       |
| 17.08.2007                  | 24.07.2008             | 16.10.2008                | 08 | W górę strumienia                                 | Up The Creek                          |
|                             |                        |                           |    |                                                   |                                       |
| 26.08.2007                  | 31.07.2008             | 23.10.2008                | 09 | Polowanie na jelenia                              | Paintball Deer Hunter                 |
|                             |                        |                           |    |                                                   |                                       |
| 02.09.2007                  | 07.08.2008             | 30.10.2008                | 10 | Jeśli nie możesz znieść upału…                    | If You Can’t Take The Heat…           |
|                             |                        |                           |    |                                                   |                                       |
| 09.09.2007                  | 14.08.2008             | 06.11.2008                | 11 | Komu możesz zaufać?                               | Who Can You Trust?                    |
|                             |                        |                           |    |                                                   |                                       |
| 16.09.2007                  | 21.08.2008             | 13.11.2008                | 12 | Podstawy naprężenia                               | Basic Straining                       |
|                             |                        |                           |    |                                                   |                                       |
| 20.09.2007                  | 28.08.2008             | 20.11.2008                | 13 | Ekstremalne tortury                               | X-treme Torture                       |
|                             |                        |                           |    |                                                   |                                       |
| 30.09.2007                  | 04.09.2008             | 27.11.2008                | 14 | Posiłek obrzydliwości                             | Brunch of Disgustingness              |
|                             |                        |                           |    |                                                   |                                       |
| 07.10.2007                  | 11.09.2008             | 04.12.2008                | 15 | Bez bólu nie ma gry                               | No Pain, No Game                      |
|                             |                        |                           |    |                                                   |                                       |
| 14.10.2007                  | 18.09.2008             | 11.12.2008                | 16 | Szukać i nie zniszczyć                            | Search And Do Not Destroy             |
|                             |                        |                           |    |                                                   |                                       |
| 21.10.2007                  | 25.09.2008             | 18.12.2008                | 17 | Ukryj się i bądź podstępny                        | Hide and Be Sneaky                    |
|                             |                        |                           |    |                                                   |                                       |
| 28.10.2007                  | 02.10.2008             | 08.01.2009                | 18 | Przednia zabawa                                   | That’s Off Chain!                     |
|                             |                        |                           |    |                                                   |                                       |
| 04.11.2007                  | 09.10.2008             | 15.01.2009                | 19 | Hak, lina i trudne zadanie                        | Hook, Line, and Screamer              |
|                             |                        |                           |    |                                                   |                                       |
| 11.11.2007                  | 16.10.2008             | 22.01.2009                | 20 | Obłęd na Wawanakwa!                               | Wawanakwa Gone Wild!                  |
|                             |                        |                           |    |                                                   |                                       |
| 18.11.2007                  | 23.10.2008             | 29.01.2009                | 21 | Próba potrójnie uzbrojonego trójboju              | Trial by Tri-Armed Triathlon          |
|                             |                        |                           |    |                                                   |                                       |
| 22.11.2007                  | 30.10.2008             | 05.02.2009                | 22 | Ekstrawaganckie Obozo-jmaie                       | After The Dock of Shame               |
|                             |                        |                           |    |                                                   |                                       |
| 02.12.2007                  | 06.11.2008             | 12.02.2009                | 23 | Obozowi rozbitkowie                               | Camp Castaways                        |
|                             |                        |                           |    |                                                   |                                       |
| 09.12.2007                  | 13.11.2008             | 19.02.2009                | 24 | Jesteśmy tam, Yeti?                               | Are We There, Yeti?                   |
|                             |                        |                           |    |                                                   |                                       |
| 16.12.2007                  | 20.11.2008             | 26.02.2009                | 25 | Wyzywam Cię Potrójnie!                            | I Triple Dog Dare You!                |
|                             |                        |                           |    |                                                   |                                       |
| 04.01.2008                  | 11.12.2008             | 05.03.2009                | 26 | To już ostatni raz, naprawdę                      | The Very Last Episode, Really!        |
|                             |                        |                           |    |                                                   |                                       |
| 29.11.2008                  | 18.12.2008             | 03.09.2009                | 27 | Wyspa Totalnej Totalnej Totalnej Totalnej Porażki | Total Drama Drama Drama Drama Island! |
|                             |                        |                           |    |                                                   |                                       |